# Western United Football Club (Melbourne)
Ne doit pas être confondu avec Western United Football Club.
Maillots
Actualités
Dernière mise à jour : 29 novembre 2022.
Le Western United Football Club est un club australien de football basé à Melbourne.

## Histoire

### Prémices
Le 13 décembre 2018, la Fédération australienne annonce que le Western Melbourne Group serait accepté en A-League dans le cadre du nouveau processus d'expansion de la A-League,. Le Western Melbourne jouera ses matches à domicile au Kardinia Park à Geelong pour les deux premières saisons, avant la construction de son stade et son centre de formation à Tarneit, dont la fin est prévue en 2021. 
Le 11 janvier 2019, le Western Melbourne Group annonce la nomination de John Anastasiadis au poste d'entraîneur adjoint pour la première saison du club. Le 24 janvier 2019, le club annonce que John Hutchinson deviendrait également entraîneur adjoint du club. 
Une semaine après avoir engagé John Hutchinson, le Western United fait signer l'international grec Panayótis Koné, qui, deviendra le premier joueur du club. Le 12 février 2019, le défenseur international australien Josh Risdon devient le premier australien à signer pour le club. 
Le 13 février 2019, le club annonce officiellement que celui-ci s'appellerait Western United Football Club après la tenue d'un vote public par l'intermédiaire du journal Herald Sun,. 

### Débuts en A-League
Pour sa première rencontre en A-League, le Western United FC affronte la franchise néo-zélandaise du Wellington Phoenix le 13 octobre 2019 et s'impose par la marque de 1-0 grâce à un but de Besart Berisha au Westpac Stadium de Wellington. Qualifié pour les séries éliminatoires au terme de sa saison inaugurale, le club atteint les demi-finales du championnat. La saison suivante est plus difficile et la dixième place obtenue ne permet pas une qualification pour la phase finale.
Le 15 juillet 2021, l'international australien John Aloisi est nommé entraîneur pour la saison 2021-2022. Avec une troisième place en saison régulière, il relance le club et élimine consécutivement le Wellington Phoenix puis le Melbourne Victory pour atteindre la première finale de son histoire. Opposée à Melbourne City, premier lors de la première phase, l'équipe remporte le championnat à la faveur d'une victoire 2-0 à l'AAMI Park de Melbourne.

### Palmarès
| Compétitions nationales                           | Compétitions internationales |
| - Championnat d'Australie (1) - Vainqueur en 2022 |                              |

## Personnalités du club

### Entraîneurs
Le tableau suivant présente la liste des entraîneurs du club depuis sa création.
| Rang | Nom        | Période |
| ---- | ---------- | ------- |
| 1    | Mark Rudan | 2019    |

## Soutien et image

### Couleurs et logo
Le 13 février 2019, le club révèle que son maillot domicile portera les couleurs vertes et noires.  
Le 8 mai 2019, le club australien dévoile son logo officiel. Le site du club au moment de l'annonce indiquait que le design était influencé par la pente des toits des banlieues et du West Gate Bridge (en). La couleur verte, caractéristique au logo, représente, quant à elle, la croissance, l'harmonie et la fraîcheur. 
Le 18 juin 2019, après avoir consulté Kappa et ses supporters, le club dévoile officiellement ses premiers équipements pour la saison 2019-2020. Le maillot domicile se compose de bandes verticales vertes et noires où le logo de Western United est entouré d'un écusson pâle. Le maillot extérieur adopte une approche différente avec un design géométrique avec des triangles verts et noirs de différentes tailles reliant les uns aux autres par leurs points. Le logo du club, se trouve à la gauche du logo de la firme Kappa. Ce design est censé refléter l'approche moderne du club dans son image de marque.